# Tim Reynolds
Tim Reynolds (ur. 15 grudnia 1957 w Wiesbaden) – amerykański gitarzysta i multiinstrumentalista. Założyciel zespołu TR3, grywa również regularnie z innymi wykonawcami takimi jak: Dave Matthews Band – kilka wspólnych tras koncertowych, Dave Matthews – w duecie akustycznym oraz jako członek Dave Matthews & Friends. Od 2008 roku stale współpracujący z zespołem Dave Matthews Band, niebędący jednak jego oficjalnym członkiem.
Gitarzysta największą sławę zdobył dzięki współpracy z Dave’em Matthewsem oraz z Dave Matthews Band. Tim Reynolds pomagał w nagrywaniu trzech pierwszych albumów studyjnych Dave Matthews Band. Jego gitarę można usłyszeć na: Under the Table and Dreaming, Crash i Before These Crowded Streets. W roku 1999 ukazał się również album koncertowy Dave Matthews & Tim Reynolds – Live at Luther College.
W latach 2006–2007 Reynolds razem z Dave’em Matthewsem zagrali tournée po Stanach Zjednoczonych a w połowie roku 2007 przyjechali również na kilka koncertów do Europy. Trasę koncertową z roku 2007 dokumentuje DVD/CD – Live at Radio City.
W roku 2008, Reynolds raz jeszcze dołączył do Dave Matthews Band pomagając zespołowi w nagrywaniu kolejnego studyjnego albumu Big Whiskey and the GrooGrux King. Reynolds grał również na gitarze na solowej płycie Dave’a Matthewsa – Some Devil z 2003 roku.

## Dyskografia
2007
- Dave Matthews & Tim Reynolds – Live at Radio City Music Hall; CD/DVD (8/14/2007) – Blu Ray -8/28/2007

2006
- All Star Guitar Night DVD – Live at the Barrymore Theatre – presented by Madison Media Institute

2005
- Tim Reynolds – Parallel Universe
- Soko – Two
- Various Artists – Live From Bonnaroo 2004
  - Dave Matthews & Friends – Trouble
- Various Artists – Live From Bonnaroo 2004 DVD
  - Dave Matthews & Friends – Trouble

2004
- Offering – The Knitting Factory 6/24/01
- SeepeopleS – The Corn Syrup Conspiracy
- Dave Matthews Band – Centrum, Worcester, MA 12/8/98

2003
- Tim Reynolds – Chaos View DVD
- Peter Griesar – Superfastgo
- Dave Matthews – Some Devil
  - Some Devil 5 Track Bonus Disc
  - Some Devil Music Today 7 Track Pre-Order Bonus Disc
  - Some Devil Warehouse 9 Track Pre-Order Bonus Disc

2002
- Tulku – A Universe To Come
- Tim Reynolds – Petroglyph
  - Free Internet Only Release, Subject To Trading Policy
- Tim Reynolds – Chaos View
- Greg Howard – Sol
  - Re-Release

2001
- Tim Reynolds – ID
  - Free Internet Only Release, Subject To Trading Policy
- Sticks & Stones – Spontaneous Improvisations
  - Re-Release
- Tim Reynolds – Nomadic Wavelength
- TranceVision – Lemuria
- Soko – Monday
- Dave Matthews Band – Live in Chicago

2000
- Tim Reynolds – Stream
  - Re-Release
- Tim Reynolds – See Into Your Soul
- Various Artists – VH1 Storytellers
  - Dave Matthews & Tim Reynolds 1999-03-24 – Crash
- Dave Matthews Band – Warehouse 5, Vol. 1
- Offering – Worth Proffitt, Tim Reynolds, & Michael Sokolowski

1999
- Tim Reynolds – Astral Projection
- Dave Matthews & Tim Reynolds – Live @ Luther College
- Various Artists – MTV Fight For Your Rights
  - Dave Matthews & Tim Reynolds – Cry Freedom (From Live @ Luther College)

1998
- Puke Matrix – Live Tour
- Tulku – Season Of Souls
- Dave Matthews Band – Before These Crowded Streets

1997
- Tim Reynolds – Sanctuary
- Greg Howard – Sol
- Dave Matthews Band – Live at Red Rocks
- Various Artists – A Very Special Christmas 3
  - Dave Matthews & Tim Reynolds – Christmas Song (From Live @ Luther College)

1996
- Tim Reynolds – Gossip of the Nuerons
- Soko – In November Sunlight
- Dave Matthews Band – Crash

1995
- TR3 – Light Up Ahead
  - Out Of Print. Free Trade Subject To Trading Policy
- Various Artists – Dear Charlottesville
  - TR3 – Comin' After You

1994
- Greg Howard – Shapes
- Dave Matthews Band – Under the Table and Dreaming
- Dave Matthews Band – Recently
- Shannon Worrell – Three Wishes

1993
- Tim Reynolds – Stream
- Dave Matthews Band – Remember Two Things
- Tim Reynolds & Michael Sokolowski – Common Margins

1991
- TR3 – Shifting Currents
  - Out Of Print. Free Trade Subject To Trading Policy
- Sticks & Stones – Transmigration

1990
- Secrets – Nine Sharp
  - Out Of Print

1989
- Sticks & Stones – Face Of Sand
  - Out Of Print

1988
- TR3 – TR3
  - Out Of Print. Free Trade Subject To Trading Policy

1987
- Sticks & Stones – Spontaneous Improvisations

1984
- Cosmology – Word From The Underground
  - Out Of Print